# James Longstreet
James Longstreet (Edgefield, 8 de Janeiro de 1821 – Gainesville, 2 de Janeiro de 1904) foi um importante general dos Exército dos Estados Confederados que lutou na Guerra Civil Americana e foi um dos principais subordinados do general Robert E. Lee, que o apelidou de "meu Velho Cavalo de Guerra". Longstreet comandou o principal corpo de exército de Lee em algumas das mais famosas batalhas que o Exército da Virgínia do Norte travou no Teatro de operações Oriental e depois serviu no Exército do Tennessee, sob comando do general Braxton Bragg, no Teatro Ocidental.
Após se graduar na Academia Militar dos Estados Unidos, em West Point, Longstreet serviu na Guerra Mexicano-Americana. Ele foi ferido na coxa na Batalha de Chapultepec e logo depois se casou com sua primeira mulher, Louise Garland. Durante a década de 1850, serviu nas fronteiras do Sudoeste dos Estados Unidos. Em junho de 1861, Longstreet renunciou sua posição no Exército dos Estados Unidos e se juntou aos Confederados. Ele comandou as tropas sulistas na Batalha de Blackburn's Ford em julho e desempenhou um papel menor na Primeira Batalha de Bull Run.
Longstreet contribuiu significativamente em várias vitórias confederadas, a maioria no Teatro Oriental, servindo como o principal subordinado do general Robert E. Lee no Exército da Virgínia do Norte. Ele não teve uma boa performance na Batalha de Seven Pines quando, acidentalmente, marchou seus homens pela estrada errada, fazendo com que seus homens chegassem atrasados na batalha. Porém Longstreet exerceu uma função importante na Batalha dos Sete Dias no verão de 1862. Longstreet liderou um devastador contra-ataque que dispersou o Exército da União durante a Segunda Batalha de Bull Run em agosto. Seus homens também seguraram suas posições em ações defensivas durante as batalhas de Antietam e Fredericksburg. Porém o serviço mais controverso do general Longstreet aconteceu durante a Batalha de Gettysburg, em julho de 1863, onde ele abertamente discordou das táticas e decisões do general Lee e relutantemente supervisionou diversos ataques contra posições da União, incluindo o desastroso Pickett's Charge. Logo depois, Longstreet pediu para ser transferido para o Fronte Ocidental, indo servir sob o general Braxton Bragg, onde suas tropas realizaram um feroz ataque contra as linhas da União na Batalha de Chickamauga, vencendo o combate. Posteriormente, sua performance na Campanha de Knoxville não foi significativa e terminou em derrota para os Confederados. O tempo de Longstreet no Fronte Ocidental foi marcado por seu papel central em inúmeros conflitos entre generais confederados. Infeliz servindo sob o general Bragg, Longstreet e seus soldados voltaram para a Frente Leste para servir novamente sob comando de Lee. Ele serviu com habilidade durante a sangrenta Batalha de Wilderness em 1864, onde foi ferido gravemente por fogo amigo. Ele se recuperou e voltou a frente de batalha, servindo com o general Lee no Cerco de Petersburg e na Campanha de Appomattox.
Depois da guerra, Longstreet não teve problemas em voltar a servir o governo federal americano. Ele serviu como diplomata, servidor público e administrador para o governo. Ele até chegou a se filiar ao Partido Republicano e cooperou com seu antigo amigo e inimigo em tempos de guerra, o agora Presidente Ulysses S. Grant. Mais tarde, escreveu suas memórias, onde foi crítico da performance do general Lee durante a guerra, o tornando uma espécia de anátema para muitos dos seus ex colegas confederados. Sua reputação no sul dos Estados Unidos sofreu ainda mais quando ele chegou a liderar milícias de afro-americanos contra um grupo de supremacistas brancos conhecidos como "White League", durante a Reconstrução, na Batalha de Liberty Place, em 1874. Escritores e autores do mito da Causa Perdida afirmam que as ações de Longstreet causaram a derrota confederada em Gettysburg, contribuindo decisivamente para a derrota do sul na guerra. Porém, sua reputação tem melhorado nas últimas décadas. Muitos historiadores da guerra civil americana consideram o general Longstreet como um dos comandantes mais hábeis da guerra.

## Início da vida e carreira militar
Longstreet nasceu em Edgefield, na Carolina do Sul, como quinto filho de James Longstreet (1783-1833), de origem holandesa, e Mary Ann Dent (1793-1855), de origem inglesa, cuja família tinha plantações na região de Gainesville, Geórgia. Seu ancestral, Dirck Stoffels Langestraet, imigrou dos Países Baixos para a colônia holandesa na América do Norte em 1657.
O pai de Longstreet queria que ele seguisse a carreira militar mas sabia que isto não seria possível com a educação proporcionada em sua pequena cidade. Ele então enviou o filho para morar com o tio, Augustus Baldwin Longstreet, em Augusta, Geórgia, onde passaria os próximos oito anos. Longstreet estava estudando na Academy of Richmond County quando soube que seu pai faleceu, em 1833, vítima de cólera. Sua mãe e irmãos se mudaram então para Somerville, Alabama, enquanto James permaneceu com seu tio. Enquanto crescia, Longstreet adquiriu um gosto por natação, caça, pescaria, andar a cavalo e atirar por esporte. Apesar de pertencer a elite plantadora do sul, Longstreet era considerado rústico e com poucos gracejos sociais na adolescência. Com relação a política, pouco falava a respeito e não muito é sabido sobre sua visão de mundo antes da guerra. Porém, seu tio, um homem com certa proeminência política local, era um ávido defensor da independência política dos estados com relação ao governo federal.
Em 1838, aos 17 anos de idade, foi indicado para estudar na Academia Militar dos Estados Unidos. O próprio Longstreet reconhecia que não era um bom estudante, não demonstrando muito interesse na vida acadêmica, embora gostasse das atividades militares. No seu quarto ano, estudou com o teórico militar e engenheiro Dennis Hart Mahan, que foi uma grande influência para ele. Dennis defendia que posicionamento das tropas, proteção das linhas interiores e habilidade rápida de manobra era mais importante que destruir o exército inimigo de cara num grande engajamento. Mais tarde, em sua carreira, Longstreet se mostrou um habilidoso comandante de manobra e era reconhecido por usar o terreno ao seu favor. Ao final de 1842, Longstreet se graduou, na 54ª posição numa turma de 56 alunos. Ele foi graduado com a patente de segundo-tenente.

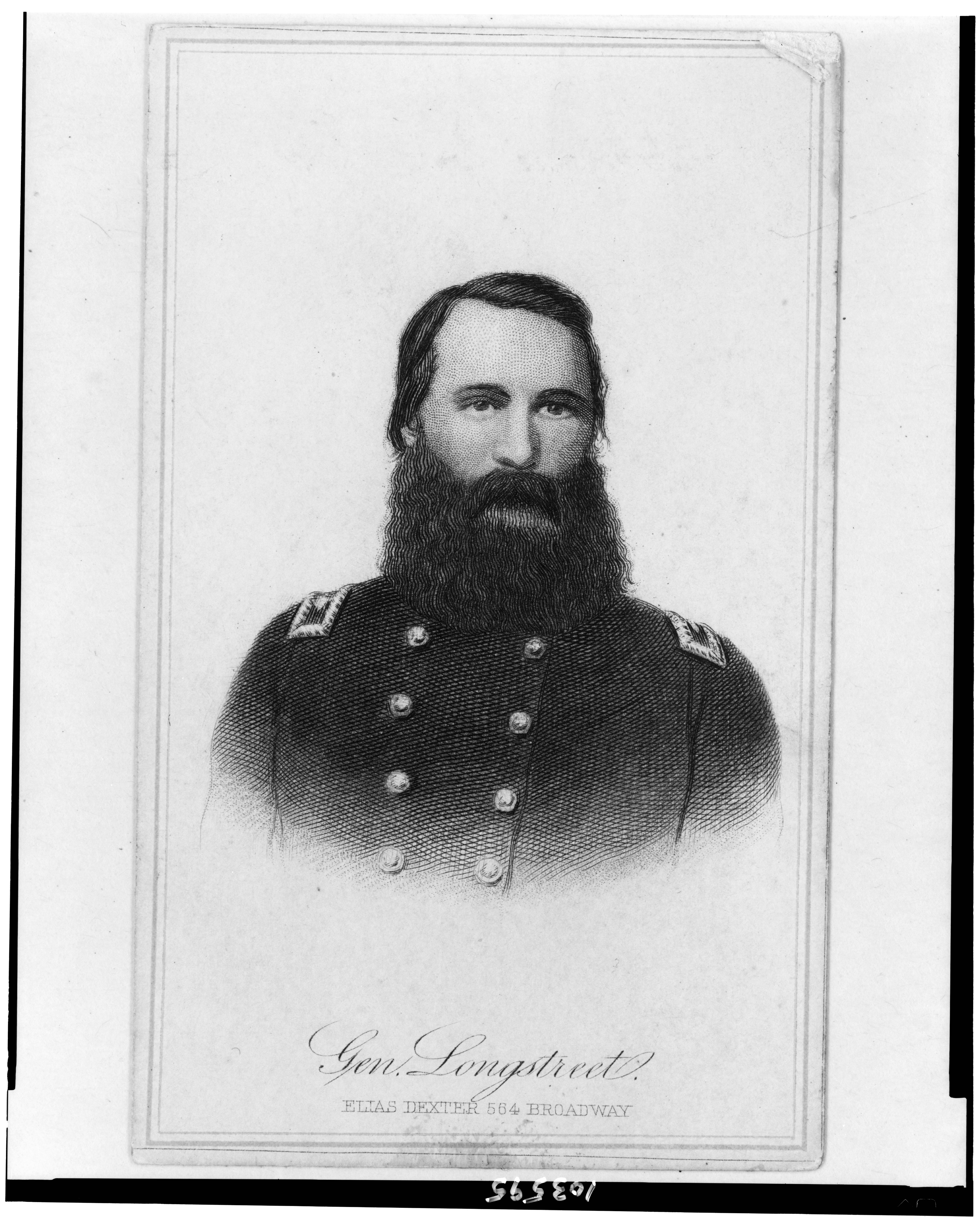
Retrato de Longstreet, feito em 1860.

Além do desinteresse em questões acadêmicas, Longstreet também tinha problemas disciplinares em West Point. Entre suas ofensas estava sair tarde a noite, manter o cabelo longo, desobedecer ordens e outros tipos de desacatos. Porém, entre os alunos, Longstreet era popular e fez amizade com famosos futuros generais americanos, incluindo aliados e inimigos no período da guerra civil, como George Henry Thomas, William S. Rosecrans (seu colega de quarto na academia), John Pope, D. H. Hill, Lafayette McLaws, George Pickett e Ulysses S. Grant. Nos seus primeiros anos de serviço, ele ficou sob comando do tenente-coronel John Garland. Em 1848, ele conheceu Maria Louisa Garland, filha do coronel, e os dois começaram a se cortejar, vindo a se casar quatro anos mais tarde. Nos próximos anos de serviço, foi enviado à serviço para os estados da Luisiana, Flórida e depois Texas.

### Serviço na Guerra contra o México
Longstreet serviu com distinção na Guerra Mexicano-Americana, junto com o 8º Regimento de Infantaria. Ele serviu sob o general Zachary Taylor nas batalhas de Palo Alto, Resaca de la Palma, Monterrei, Contreras, Churubusco e Chapultepec, sendo ferido na coxa nesta última. Longstreet levava a bandeira do regimento quando foi atingido, passando o bastão para o seu amigo, o tenente George Pickett. Seu ferimento demorou a sarar e ele mais tarde voltou para casa para ver sua esposa. Em 1847, após a Batalha de Molino del Rey, foi promovido ao posto de major.

### Anos seguintes
Ao voltar da guerra contra o México, em 1848, Longstreet oficialmente se casou com sua amada, Louise Garland. Os dois tiveram dez filhos juntos. Pouco é sabido sobre sua vida matrimonial. O autor Ben Ames Williams (1889-1953), um descendente de Longstreet, afirmou que, segundo relatos, ele era devoto à sua família. Longstreet serviu, na década de 1850, em Nova Iorque, Pensilvânia e Texas. Sua experiência em combate neste período focaria principalmente em lutar contra índios, especialmente os Comanches nas Grandes Planícies. Em março de 1858, requisitou ao comando em Washington, D.C para ser transferido para o leste, mas teve seu pedido negado. Acabou então sendo transferido para o Condado de Leavenworth, no Kansas, e depois para Albuquerque, no estado do Novo México. Saber precisamente seus atos durante seu serviço antes da guerra é difícil, devido a escassez de registros sobre essa época. Ele não tinha o hábito de escrever diários e muito de suas poucas anotações pessoais foram destruídas em um incêndio em 1889.

## Guerra Civil Americana

### Se unindo a Confederação e primeiros combates
Após os Confederados terem bombardeado o Fort Sumter, efetivamente iniciando a Guerra de Secessão, Longstreet estava servindo o exército dos Estados Unidos em Albuquerque, no Novo México. No seu livro de memórias, Longstreet descreveu aquele momento como "um dia triste" e recordou que vários oficiais tentaram convence-lo a ficar no exército federal. Contudo, ele preferiu abandonar seu posto, como a maioria dos seus colegas sulistas fizeram. Longstreet não era muito entusiasmado com a ideia de secessão do sul do resto da União, mas a nível pessoal ele acreditava em direitos dos estados de se autogerirem e foi defender sua terra natal.
Embora nascido na Carolina do Sul e criado na Geórgia, Longstreet ofereceu seus serviços ao estado do Alabama, que foi por onde ele foi apontado para West Point e onde sua mãe ainda vivia. Além disso, ele era o oficial mais graduado saído de West Point naquele estado, que implicava uma posição proporcional nas forças estaduais que estavam disponíveis. Depois de liquidar suas contas, ele renunciou sua comissão no exército dos Estados Unidos em 8 de maio de 1861 e formalmente declarou lealdade a Confederação.
Promovido a tenente-coronel no Exército dos Estados Confederados, Longstreet chegou em Richmond, Virgínia, em junho de 1861. Lá ele se encontrou com o presidente Jefferson Davis e foi informado que ele havia sido promovido a patente de general de brigada e foi ordenado que se apresentasse ao general P. G. T. Beauregard, em Manassas, para se reportar para serviço. Longstreet recebeu três regimentos para comandar e começou um treinamento ostensivo do seu pessoal. Em 16 de julho, os Confederados foram informados que o general Irvin McDowell comandava uma enorme tropa de soldados da União em direção a Manassas. A brigada de Longstreet viu combate pela primeira vez em Blackburn's Ford, no norte da Virgínia. A luta foi confusa, com os sulistas tendo que recuar, embora Longstreet tenha reagrupado seus homens, eles acabaram sendo alvejados por soldados confederados que haviam chegado para ajudá-los mas não sabiam quem era amigo e quem era inimigo. Por fim, o general unionista Daniel Tyler ordenou uma retirada, já que ele não havia recebido ordens para causar uma conflagração geral. Quando os exércitos federais e confederados finalmente se engajaram com força total, em 21 de julho, na Primeira Batalha de Bull Run, os sulistas derrotaram os soldados da União. Longstreet, cujo suas brigadas não viram tanta luta, recebeu ordens do general Joseph E. Johnston para perseguir os federais, mas outro general, Milledge Bonham, ordenou que ele mantivesse sua posição. Longstreet confidenciou ao seu subalterno, Moxley Sorrel, o quão irritado ele ficou com essas ordens conflitantes. Ele queria perseguir os federais e derrotar o seu exército por completo, mas como ele foi negado, as forças da União sobreviveram para lutar outro dia. Em outubro, foi promovido a major-general e assumiu o comando de uma divisão inteira do Exército da Virgínia do Norte.
Em janeiro de 1862, Longstreet voltou para Richmond e conversou com o presidente Davis a respeito da implementação de um programa de conscrição para aumentar as fileiras do exército confederado. Pouco depois, foi para o quarte-general em Centreville. Porém, poucos dias após sua chegada, foi informado que quatro dos seus filhos foram acometidos com febre escarlatina. Ele imediatamente retornou para Richmond para ficar com sua família. Em um espaço de uma semana, três dos seus filhos morreram. Longstreet e sua esposa ficaram devastados com a notícia. Segundo amigos e colegas, outrora considerado um homem alegre e conversativo, ele passou a ser mais frio, reservado e pragmático após estes acontecimentos.

### Batalhas na Virgínia

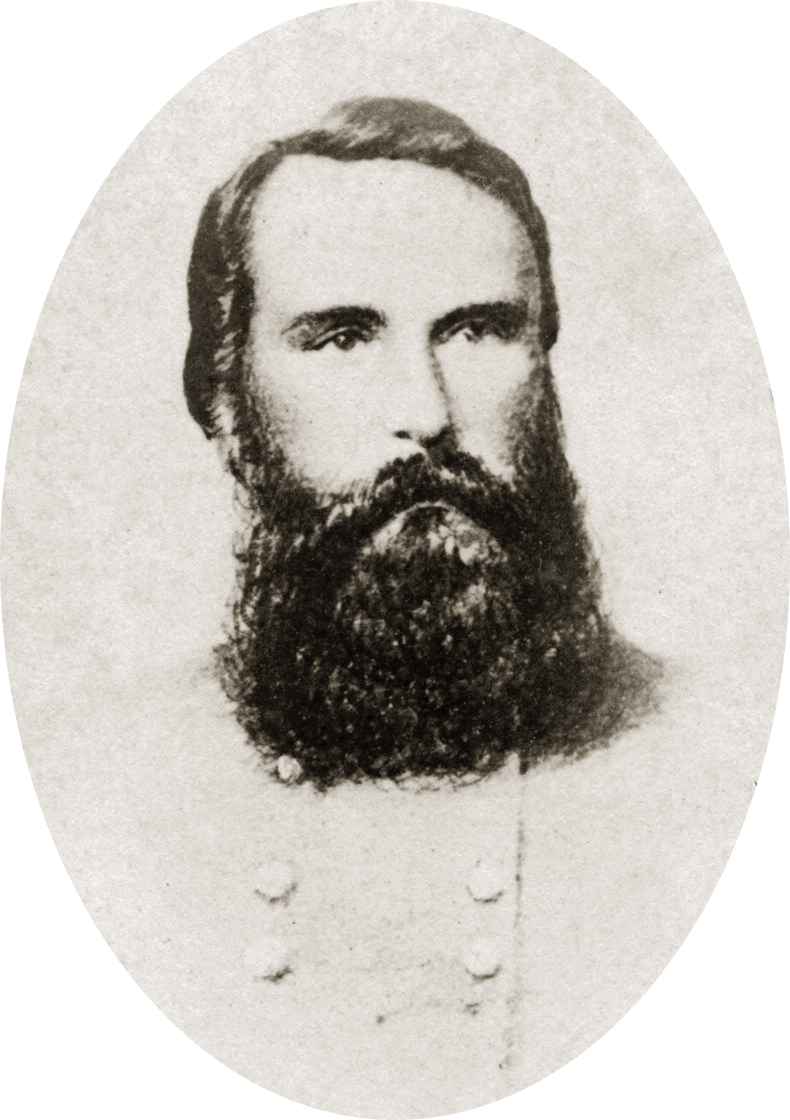
James Longstreet, possivelmente em 1862.

Na primavera de 1862, o Exército do Potomac, liderado pelo general da União George B. McClellan, invadiu o norte da Virgínia novamente na chamada Campanha da Península, com o intuito de marchar sobre Richmond. O general Joseph E. Johnston manteve uma tropa para segurar Yorktown até o começo de maio, quando as defesas da capital confederada foram enfim fortalecidas. Johnston então ordenou uma retirada para Richmond e colocou a divisão de Longstreet na retaguarda onde, em menor número, combateu os federais na Batalha de Williamsburg, em 5 de maio. Nesse combate, forças da União, lideradas pelo general Joseph Hooker, saíram da floresta e engajaram os homens de Longstreet, que por sua vez ordenou um imediato contra-ataque com as brigadas dos generais Cadmus M. Wilcox, A. P. Hill e George Pickett. Longstreet pediu reforços e manteve sua posição. No final, o exército da União bateu em retirada, atrasando o avanço de McClellan e garantindo a segurança das linhas de suprimentos dos confederados.
Entre 31 de maio e 1 de junho, foi travada a Batalha de Seven Pines. Apesar de receber ordens verbalmente de Johnston, Longstreet não as interpretou direito, marchando com seus homens pela estrada errada, causando confusão e congestionamento, atrasando sua chegada no campo de batalha. Quando o general D.H. Hill pediu por reforços, Longstreet foi em seu apoio mas sua movimentação foi, novamente, desorganizada. Quando o general Johnston foi ferido, ele teria dito que preferiria que Longstreet assumisse o comando do Exército da Virgínia do Norte, mas a liderança passou para o general G. W. Smith. Quando tropas da União, lideradas por Edwin Vose Sumner, atacaram as forças do general Lewis Armistead, colocando-as em fuga, os homens de Longstreet, Pickett, William Mahone e Roger Atkinson Pryor, firmaram novas posições na floresta e seguraram o avanço dos federais. Longstreet colocou a culpa dos problemas na batalha nos subalternos, mas o biógrafo William Garrett Piston afirmou que este havia sido o ponto baixo da carreira militar dele. No mesmo dia da vitória confederada em Seven Pines, Robert E. Lee foi apontado como novo comandante-em-chefe do Exército da Virgínia do Norte. Em suas memórias, Longstreet afirmou que inicialmente duvidou das capacidades de liderança de Lee.
A prioridade de Lee era expulsar McClellan e os Federais do território da Virgínia. Assim, entre 25 de junho e 1 de julho de 1862, foi travada a Batalha dos Sete Dias. Longstreet teve um papel fundamental nestes combates, chegando a comandar quase metade do exército de Lee, ou aproximadamente quinze brigadas. No final, McClellan foi expulso da península e as tropas da União debandaram de quase toda a Virgínia. Longstreet se saiu muito bem na campanha, especialmente nas batalhas de Gaines's Mill (no Condado de Hanover) e Glendale (no Condado de Henrico). No seu primeiro comando significativo na guerra, sua performance agressiva e pragmática foi considerada um dos principais fatores para a vitória confederada. O exército de Lee sofreu com falta de mapas adequados, falhas organizacionais e performances ruins dos pares de Longstreet, incluindo, de maneira não característica, do general Stonewall Jackson. No final do dia, apesar das baixas infligidas, o Exército da União não foi destruído e Lee falhou em forçar os federais a uma grande batalha decisiva. Tanto Longstreet quanto Lee sabiam que o Norte tinha muito mais soldados e recursos e que o Sul perderia uma guerra de atrito prolongada. Moxley Sorrel mais tarde escreveu sobre a calma e confiança de Longstreet em batalha: "Ele era como uma pedra em firmeza quando, às vezes em batalha, o mundo parecia voar em pedaços." General Lee também elogiou a performance dele após a batalha, afirmando: "Longstreet foi o cajado na minha mão direita." Assim, após a Campanha dos Sete Dias, Longstreet se tornou o principal subalterno de Lee, ajudando ele a reorganizar o Exército da Virgínia do Norte. Com essa tarefa concluída, o número de brigadas que Longstreet passou a comandar subiu para 28. Com o passar do tempo, o general passou a respeitar Lee e os dois se tornaram amigos pessoais. Nesse meio tempo, o jornal Richmond Examiner, deu o crédito da vitória na Batalha de Glendale ao general A.P. Hill, enfurecendo Longstreet que escreveu para os jornalistas na capital afirmando que ele havia sido o responsável pelo triunfo confederado. Hill não gostou disso e pediu para ser transferido do comando de Longstreet mas Lee não aceitou inicialmente. Os dois continuaram com suas desavenças e Longstreet ordenou que Hill fosse preso quando este desobedeceu ordens suas. Hill não aceitou a prisão e desafiou Longstreet para um duelo. Lee finalmente interveio e transferiu a brigada de Hill para o comando de Stonewall Jackson.
No final da primavera, forças federais e Confederadas mantiveram-se em campo para o que ficaria conhecido como a Campanha do Norte da Virgínia. Em junho, o governo da União havia formado o Exército da Virgínia, sob comando do major-general John Pope. Os federais esperavam novamente ameaçar Richmond, atacando com uma grande tropa unida. Novamente, Lee deixou Longstreet na retaguarda e mandou Jackson para lidar com Pope. O general Jackson se moveu com a velocidade que se tornou característica dele, derrotando as forças de Nathaniel P. Banks, subalterno de Pope, na Batalha de Cedar Mountain. McClellan despachou então reforços para apoiar as forças da União ainda engajadas na Virgínia. Lee então mandou Longstreet para o norte a fim de enfrentar estes reforços unionistas, deixando apenas três divisões, sob comando de G.W. Smith, para proteger a capital confederada. Longstreet, como de costume, ficava próximo da linha de frente e quase foi alvejado por um disparo de artilharia. Apesar de não ter forçado uma batalha decisiva, ele capturou centenas de soldados federais e equipamentos. Porém foi Jackson que realizou o movimento decisivo ao derrotar, entre 28 e 29 de agosto, uma tropa federal numericamente superior na Segunda Batalha de Bull Run. Longstreet e seus homens, após derrotarem uma tropa nortista na Batalha de Thoroughfare Gap, chegaram em Bull Run apenas no segundo dia de combates, com Lee insistindo que ele atacasse os flancos dos federais. Longstreet demonstrou sua característica cautela, exortando Lee a primeiro enviar uma unidade para fazer reconhecimento do terreno. Isso foi feito e os batedores descobriram a posição do V Corpo de Exército do general Fitz John Porter. O general Hood atacou Porter ao fim da tarde e forçou o recuo do inimigo. Em retrospecto, defensores da mitologia do Lost Cause afirmaram que a lentidão e hesitação de Longstreet custou a Confederação a sua tão desejada vitória decisiva numa batalha derradeira para decidir a guerra, já que os federais tiveram tempo suficiente para organizar uma retirada. Biógrafos da vida do general Lee citam exemplos como este, e mais tarde em Gettysburg, como evidências de que as ações de Longstreet impediram o sucesso de Lee. Mas os biógrafos de Longstreet, como Douglas Southall Freeman, afirmam que se os confederados tivessem sido tão agressivos quanto Lee queria, as perdas sofridas em consequência teriam sido debilitantes.
No dia 30 de agosto, Pope ordenou que um relutante Porter atacasse os confederados com ímpeto. Os soldados de Stonewall Jackson resistiram e causaram enormes perdas nas forças unionistas. Esta ofensiva expôs o flanco esquerdo da União e Longstreet explorou esta situação e ordenou um grande contra-ataque. Em uma posição vantajosa no campo de batalha, Longstreet pessoalmente direcionou a artilharia e enviou suas brigadas em direção onde elas eram mais necessárias. Pope não teve escolha e ordenou uma retirada, finalizando uma retumbante derrota em Bull Run. Enquanto Jackson se moveu para o Condado de Fairfax a fim de cortar a retirada federal, Longstreet permaneceu no campo com seus homens.
A dupla Stonewall Jackson e James Longstreet era considerada a elite entre os comandantes do general Lee. Jackson era considerado audaz, o componente ofensivo do exército de Lee, com Longstreet tendo um intuito mais defensivo, usando mais de estratégia e tática do que agressividade. Jackson foi descrito como o martelo do exército, enquanto Longstreet era a bigorna.

#### Antietam e Fredericksburg
As ações de Longstreet nas batalhas travadas na Virgínia durante a primavera de 1862 serviram para sedimentar sua reputação como um talentoso estrategista, especialmente em situações defensivas. Após a importante vitória confederada na Segunda Batalha de Bull Run (Manassas), Lee decidiu tomar a iniciativa e atrair a atenção das tropas da União para longe da Virgínia, ao mesmo tempo que ameaçava Washington, D.C., a capital dos Estados Unidos. Assim, o general Lee planejou a invasão do estado de Maryland para o outono. Lee imaginava que uma demonstração de força poderia encerrar a guerra ou atrair nações estrangeiras a tentar intervir, pelo menos diplomaticamente, em favor do Sul. Longstreet apoiou o plano, afirmando que a vitória final só poderia ser alcançada além do rio Potomac. Então, em 6 de setembro, tropas confederadas invadiram Maryland e chegaram na cidade de Frederick no dia seguinte. O general George B. McClellan então moveu as forças da União para interceptar Lee e a Campanha de Maryland se intensificou. Longstreet preparou suas defesas e foi diversas vezes atacado por tropas federais muito mais numerosas. Suas brigadas travaram, em 14 de setembro, a Batalha de South Mountain, onde atrasaram o avanço nortenho. Os sulistas então recuaram para a cidade de Sharpsburg, onde Longstreet encontrou os homens do general Stonewall Jackson e ambos se prepararam para um feroz ataque unionista. Utilizando o terreno a seu favor, Longstreet orquestrou uma ação defensiva eficiente, sedimentando suas teorias sobre defesa e posicionamento contra inimigos numericamente superiores. Ainda assim, o combate derradeiro da campanha, a Batalha de Antietam (17 de setembro de 1862), terminou com resultado favorável a União. No que ficou conhecido como um dos dias mais sangrentos da história dos Estados Unidos, quase 23 mil americanos foram mortos, feridos ou desapareceram. Apesar dos Confederados terem se retirado do campo, a atuação de Longstreet foi muito elogiada, com o general Lee chegando para seus subordinados e falando em voz alta "Ah! Aqui está Longstreet; aqui está meu velho cavalo de guerra!". Em 20 de setembro, os Confederados já tinham cruzado o Potomac e deixado Maryland. No começo de outubro, Longstreet foi promovido a tenente-general. Lee fez questão de promulgar a promoção de Longstreet um dia antes da do general Jackson, para efetivar Longstreet como seu general sênior. Quando o Exército da Virgínia do Norte foi reorganizado novamente, Longstreet recebeu o comando do 1º Corpo, consistindo agora de cinco divisões, ou perto de 41 000 soldados.

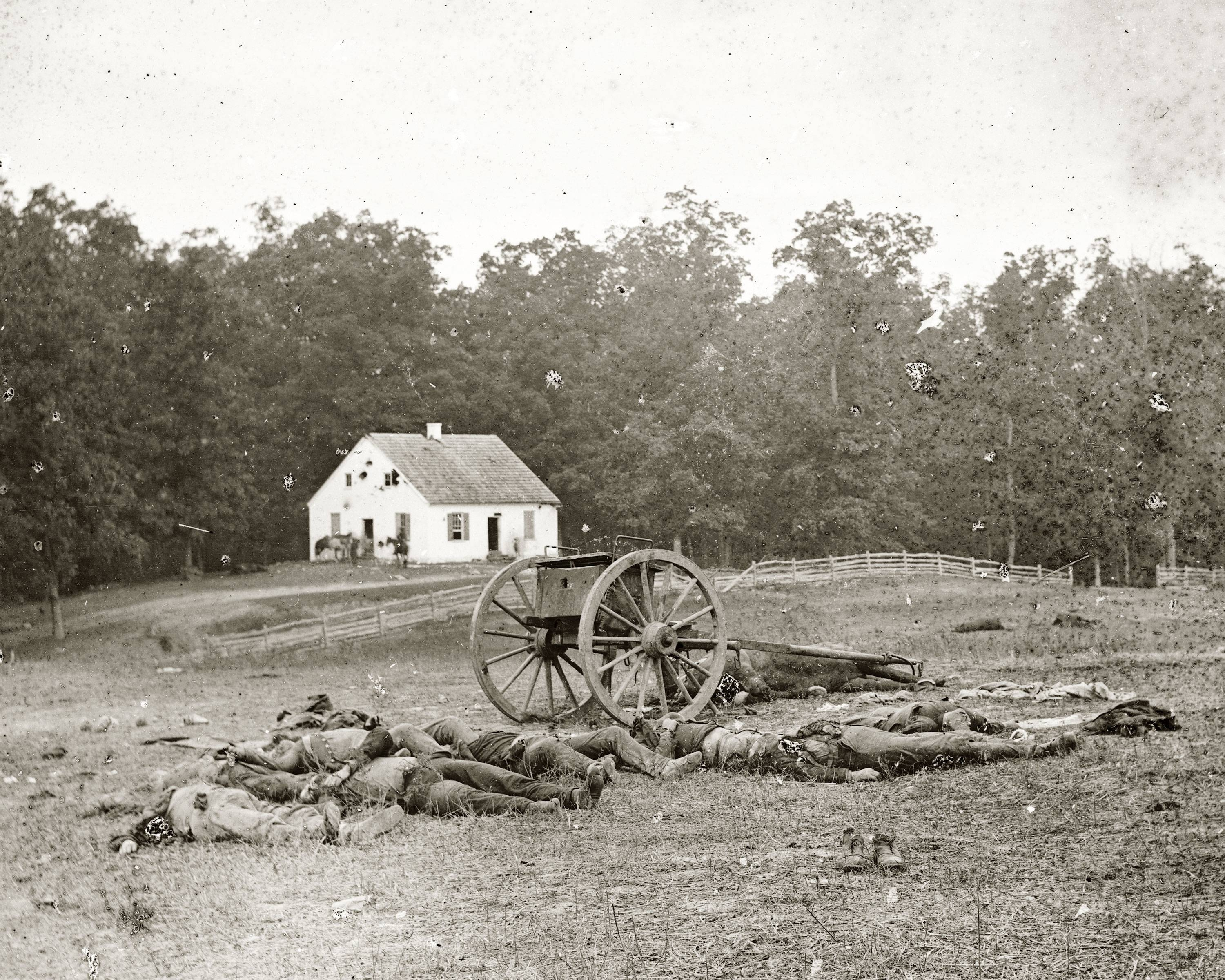
Corpos de soldados confederados e federais perto da Igreja Dunker, em Antietam, em setembro de 1862.

Em dezembro de 1862, o Exército do Potomac, agora liderado pelo general unionista Ambrose E. Burnside, lançou sua segunda invasão da Virgínia. Lee e Longstreet marcharam para deter as forças da União. A cidade de Fredericksburg ficava literalmente a meio caminho entre Richmond (a capital confederada) e Washington DC (a capital federal) e foi lá que os sulistas escolheram montar sua defesa. Longstreet teve tempo para preparar suas posições, organizando seus homens em linhas de defesa, escolhendo os locais onde a artilharia ficaria e preparando as kill zones ("zonas de morte") para massacrar as forças federais. Tendo ainda em mente o banho de sangue em Antietam, Longstreet viu como prioridade proteger seus homens e mandou construir trincheiras, valas e abatis, principalmente ao sul da cidade. A defesa mais forte ficava num local elevado, conhecido como Marye's Heights, onde uma murada de pedras proporcionava uma posição defensiva extremamente vantajosa. As preparações foram completadas dias antes do primeiro tiro ser disparado. Após falhar na sua tentativa de cruzar o rio Rappahannock, Burnside ordenou que Fredericksburg fosse bombardeada por artilharia.
Longstreet ordenou que seus homens firmassem posições defensivas ao longo de toda a região de Marye's Heights, a sudoeste de Fredericksburg. Em 13 de dezembro, Burnside ordenou um ataque frontal pelas tropas federais contra as posições defensivas de Longstreet. Lee expressou preocupação sobre se as linhas de defesa confederadas conseguiriam resistir ao ataque federal, mas Longstreet, confiante no seu planejamento, afirmou que ele só precisava ter munição o suficiente e "mataria todos [os inimigos]" antes deles sequer chegarem próximos de suas linhas. Longstreet aconselhou Lee a focar sua atenção em Jackson, cujas linhas eram mais frágeis. Mas como Longstreet previu, as defesas aguentaram. Seus homens resistiram com enorme facilidade aos sete ataques frontais dos federais contra suas posições no norte, enquanto Jackson teve mais dificuldades ao sul. O resultado da Batalha de Fredericksburg foi uma contundente vitória confederada, com a União sofrendo perdas duas vezes maiores que os sulistas. Apenas em Marye's Heights, mais de 8 mil soldados da União foram mortos ou feridos, com Longstreet perdendo menos de 1 900 homens (entre mortos, feridos ou desaparecidos). O sucesso em Fredericksburg deveu-se a vantagem do terreno dos Confederados mas também de organização, posicionamento e trabalhos de defesa, além de artilharia bem coordenada.
Após o sucesso em Fredericksburg, Longstreet sugeriu que poderia ser transferido para o Teatro de Operações ocidental, comentando que as linhas defensivas ao longo do rio Rappahannock podiam ser mantidas por poucas tropas já que, para ele, outras frentes de batalha eram tão importantes quanto a Virgínia. Em fevereiro de 1863, ele sugeriu mais enfaticamente que seu Corpo de exército poderia ser transferido para o Exército do Tennessee, onde o general Braxton Bragg estava sob ataque do Exército de Cumberland, sob comando do general unionista William S. Rosecrans (que havia sido colega de Longstreet em West Point). Longstreet, como muitos oficiais confederados, acreditavam que o Sul deveria se manter numa luta defensiva, já que não tinha homens ou recursos para prolongadas campanhas ofensivas. Lee concordava, em parte, mas mandou apenas duas divisões do 1º Corpo do Exército da Virgínia do Norte para Richmond, e não para o Tennessee. O IX Corpo do exército federal ainda ameaçava a costa atlântica. Lee preferiu mandar Longstreet para Suffolk, na sul da Virgínia, onde manteve, por mais de um mês, as tropas federais, do general John J. Peck, sob cerco. A luta por lá não foi significante e manteve Longstreet ocupado enquanto Lee e Stonewall Jackson moveram suas tropas do centro para o norte do território virginiano até o Condado de Spotsylvania, onde derrotaram com facilidade uma tropa federal (comandada por Joseph Hooker) duas vezes maior na Batalha de Chancellorsville (durante essa luta, Jackson foi morto por fogo amigo). Longstreet não favorecia grandes operações ofensivas longe do território confederado, pois ele sabia das deficiências da Confederação em manter suas tropas abastecidas, especialmente longe de suas bases de operação. Lee, porém, discordava, acreditando ainda que uma vitória derradeira, em solo da União, poderia vencer a guerra par ao Sul. Assim, ele planejou uma nova invasão do Norte.

### Gettysburg

#### Planejamento

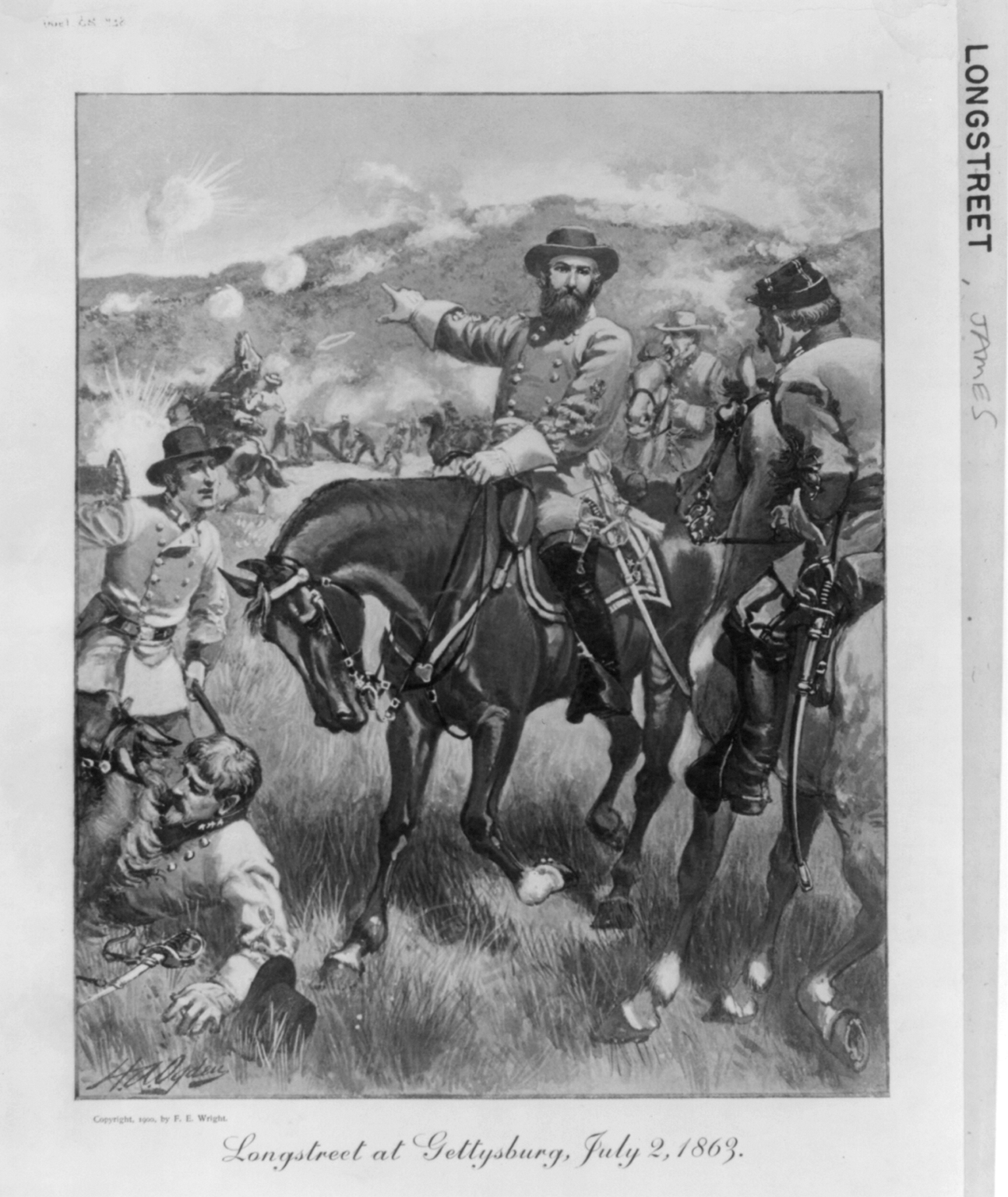
Longstreet em Gettysburg, arte feita no começo do século XX.

Após a bem sucedida batalha em Chancellorsville e a morte de Stonewall Jackson, Lee e Longstreet se encontraram, em maio, para discutir as campanhas militares do verão. Longstreet ainda insistia que partes ou talvez todo o seu corpo de exército fosse enviado para o Tennessee, afirmando que a prioridade deveria ser deter o general Ulysses S. Grant que avançava pelo rio Mississippi para tomar a fortaleza confederada em Vicksburg. Para isso, ele dizia ser necessário ajudar o general Bragg e avançar sobre o rio Ohio, forçando Grant e as forças da União a marchar de volta para o norte. O secretário de guerra da Confederação, James Seddon, apoiava o plano de Longstreet mas Lee se recusava a ouvir. Havia rumores que Longstreet queria substituir Bragg, ou talvez ver Joseph Johnston no comando do Exército do Tennessee, mas nada disso viu qualquer desenvolvimento. Lee, contudo, tinha outros planos. Para o general Robert Lee, mandar tropas para o oeste deixaria Richmond vulnerável. Ele começou a planejar uma invasão da Pensilvânia, no coração do território da União. Para Lee, uma campanha no Norte poderia mudar a sorte da guerra em favor da Confederação, pois forçaria as forças federais a abandonar sua pressão sobre a Virgínia e a Carolina do Norte para defender Washington DC e as cidades nortenhas, erodindo a vontade dos civis no norte a apoiar a guerra. Em suas memórias, Longstreet afirma que, naquela altura, argumentar com Lee era perda de tempo e continuou a defender uma estratégia defensiva.
Após a morte de Jackson, o Exército da Virgínia do Norte foi reorganizado. Dois comandantes de divisão, Richard S. Ewell e A. P. Hill, foram promovidos a tenente-generais e receberam seus próprios corpos de exército. Uma das divisões de Longstreet, a do general Richard H. Anderson, foi transferida também, deixando para ele apenas três divisões, sendo as de Hood, McLaws e Pickett. Longstreet então despachou Henry Thomas Harrison, um batedor que ele conheceu em Suffolk, para fazer reconhecimento na Pensilvânia em preparação para a invasão. Em 28 de junho, Harrison informou Longstreet da movimentação das tropas federais, reportando que o Exército do Potomac havia se mobilizado e marchava contra eles mais rápido do que o antecipado. Lee inicialmente estava cético deste relatório, mas resolveu agir, movendo suas tropas mais ao norte das posições federais em Frederick, indo em direção a cidade de Gettysburg, no sul da Pensilvânia. Harrison também informou Lee e Longstreet que o presidente Abraham Lincoln havia dispensado o general Joseph Hooker do comando do Exército do Potomac e apontado George Meade para a posição.

#### A batalha
A Batalha de Gettysburg (1–3 de julho de 1863) foi possivelmente o ponto de virada da guerra civil americana e o foco principal da controvérsia a respeito da vida do general James Longstreet. Ele chegou no campo de batalha no entardecer do primeiro dia de combates, com suas tropas logo atrás. Naquela altura, dois exércitos da União haviam recuado sob ataque dos generais Ewell e Hill. Os federais firmaram posição em Cemetery Hill, num ponto alto fortificado, e esperaram o ataque confederado. Lee estava hesitante em dar batalha, com seu exército ainda chegando e desorganizado, mas o general A.P. Hill manteve seus homens engajados, forçando a batalha. Ainda assim, no primeiro dia, os confederados se saíram vitoriosos. Longstreet, contudo, sabia que as posições que os federais haviam recuado tinham pouca importância estratégica e agora suas defesas estavam em posição avantajada e elevada. Ele falou para Lee que pressionar as bem defendidas posições unionistas seria um desperdício. Longstreet ainda argumentou que o exército confederado deveria manobrar ao redor das defesas federais, pelo flanco esquerdo, se posicionando entre as tropas do general Meade e Washington DC. Longstreet afirmava que esta manobra forçaria as forças da União a abandonar suas defesas para proteger a capital federal, forçando uma batalha derradeira em terreno mais favorável. Lee discordava, afirmando: "Se o inimigo estiver lá amanhã, eu o atacarei". Longstreet respondeu dizendo: "Se ele estiver lá amanhã é porque ele quer que você ataque".
No segundo dia de lutas em Gettysburg, Lee ordenou que Longstreet atacasse o flanco esquerdo do exército da União em Cemetery Ridge, próximo ao centro das linhas federais, enquanto o general Ewell atacava o flanco direito. Longstreet argumentou que ele não estava pronto para atacar e Lee concordou em esperar até a brigada do general Evander M. Law chegar. Os homens de Law tiveram que fazer uma marcha forçada de 45 km e os soldados de Longstreet ainda estavam desorganizados, em coluna de marcha. Assim, ao invés de atacar ao amanhecer, foi apenas por volta de meio-dia que Longstreet tinha todos os homens em mãos. Revisionistas e defensores da Lost Cause criticam Longstreet por falhar em seguir ao pé da letra as ordens do general Lee, afirmando que se ele tivesse atacado pela manhã, a batalha teria sido vencida. Os acadêmicos, contudo, estão divididos neste assunto. O biógrafo Jeffry D. Wert afirma que Longstreet deixou suas desavenças com Lee influenciar suas decisões. Os historiadores Herman Hattaway e Archer Jones escreveram que o atraso de Longstreet permitiu ao general Meade reforçar as suas defesas nos flancos. Outros historiadores, porém, argumentam que o ataque seria, de qualquer forma, infrutífero. John Lott afirma que Longstreet não poderia ter atacado pela manhã nem se quisesse devido ao estado que suas tropas estavam. Ao fim da tarde, por volta das 16h, Longstreet ordenou que McLaws e Hood atacassem, mas eles foram repelidos pelas tropas federais, sofrendo pesadas baixas no processo.

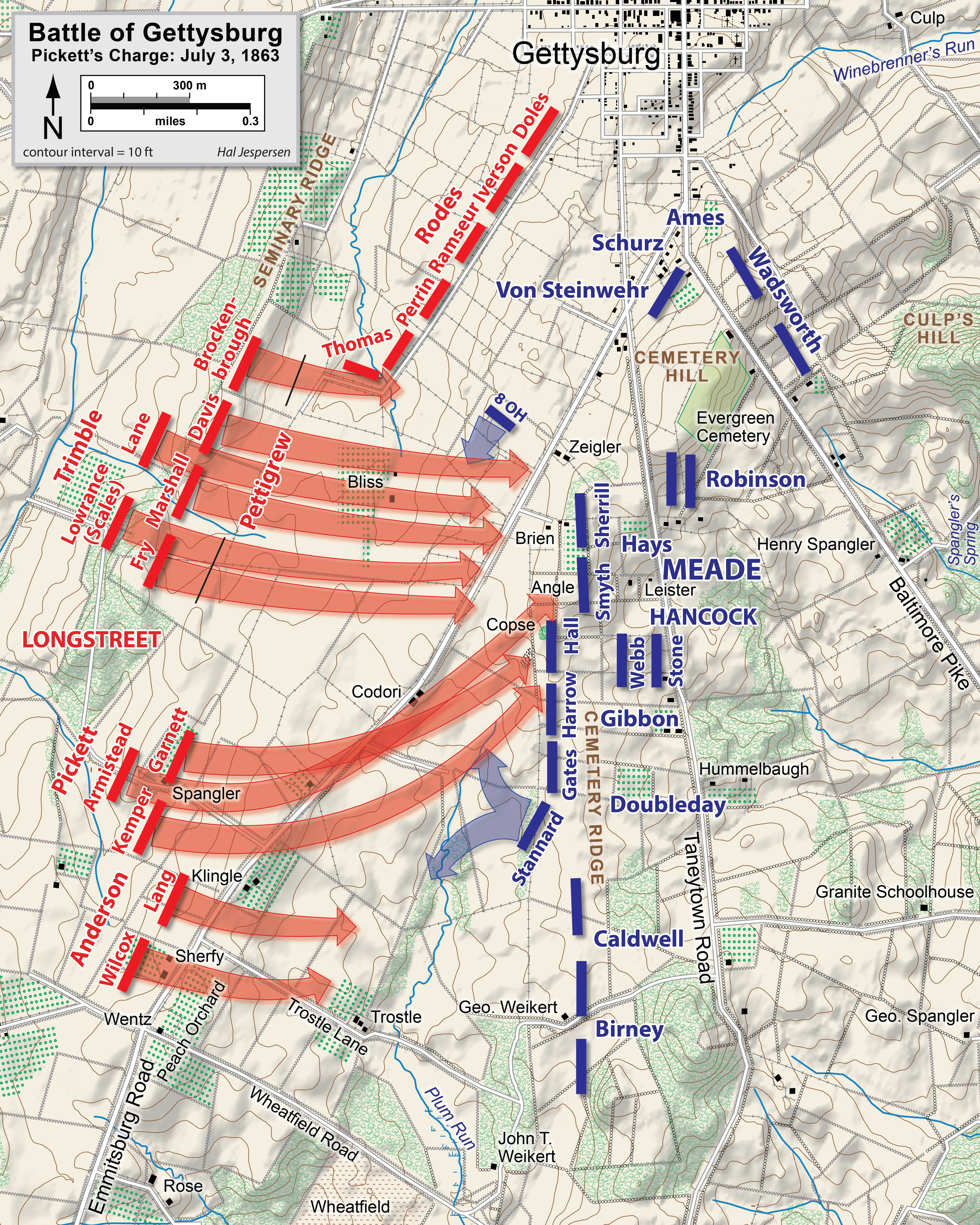
A carga de Pickett.

Ao término do segundo dia de batalha, Longstreet não se encontrou com Lee a noite, como era rotineiro. Ele preferiu ficar em sua tenda e planejou um novo ataque por Big Round Top no ponto mais extremo do flanco esquerdo da União, ameaçando a retaguarda do inimigo. Lee, contudo, visitou seu quartel-general e ficou irritado pelo fato de Longstreet estar fazendo planejamentos sem consulta-lo. Ele também queria saber porque Pickett havia ficado na retaguarda no dia anterior. Todos esses planos foram abandonados, com Longstreet reconhecendo que as defesas federais estavam agora muito mais potentes do que em qualquer ponto dos dois dias anteriores. Mesmo assim, Lee decidiu apostar tudo num maciço ataque frontal contra o centro das linhas da União em Cemetery Ridge, bem no meio do exército de George Meade.
Para a ofensiva, Longstreet tinha apenas a divisão de George Pickett disponível, com as outras duas fatigadas devido aos violentos combates das 48 horas anteriores. Lee então colocou duas novas divisões do general A.P. Hill sob comando de Longstreet, dando a ele o comando de pelo menos 12 000 homens. Longstreet tentou persuadir Lee que o ataque seria infrutífero e afirmou que a possibilidade de sucesso era mínima. As três divisões teriam que atravessar um campo aberto de quase uma milha (ou 1,6 km) debaixo de artilharia até chegarem as posições defensivas federais, com os soldados unionistas bem abastecidos e entrincheirados. Porém ele não convenceu Lee a mudar seus planos. Longstreet escreveu em suas memórias que ele confrontou Lee pela manhã após ouvir seus planos:
"General, eu fui um soldado a vida toda. Eu estive com soldados que engajaram em combates em grupos, esquadrões, companhias, regimentos e exércitos, e deveria saber, tanto quanto qualquer um, o que soldados podem fazer. É minha opinião que quinze mil soldados prontos para a batalha não poderiam tomar aquela posição."
O ataque de 3 de julho seria liderado pela divisão do general George Pickett. Para tentar dar aos seus homens alguma chance de sucesso, Longstreet ordenou um maciço bombardeio de artilharia prévio, coordenado pelo coronel Edward Porter Alexander. Longstreet passou a manhã toda agonizando sobre o ataque. No começo da tarde, Pickett chegou até ele e pediu permissão para prosseguir. Longstreet, abalado, não conseguiu achar palavras e apenas assentiu com a cabeça. A carga de Pickett, como ficou conhecida, terminou em fracasso, como Longstreet havia previsto, com os confederados perdendo muitos soldados. Após três dias de batalha, Lee concedeu a derrota e ordenou uma retirada. A vitória Unionista em Gettysburg se mostraria decisiva na guerra, com o sul não tomando mais a iniciativa.
Por anos após a guerra, a reputação militar de Longstreet sofreu pois muitos o culpavam pelo fracasso da campanha em Gettysburg, mesmo com ele apenas obedecendo as ordens e estratégias de Lee, que ignorou os alertas de Longstreet.

### De Chickamauga ao Tennessee
Em agosto de 1863, um mês após Gettysburg, Longstreet novamente pediu para ser transferido para o oeste. Ele escreveu uma carta para o Secretário Seddon pedindo a transferência para servir sob seu velho amigo, o general Joseph Johnston. Longstreet já havia sido considerado para substituir Braxton Bragg no Teatro de operações Ocidental, já que este havia falhado em deter o general Grant ao longo do rio Mississippi e também sofreu várias derrotas no Tennessee nas mãos de William Rosecrans. O general Bragg ainda era muito impopular com os soldados e oficiais do seu exército, com a soma destes fatores fazendo com que o presidente Davis e o general Lee aprovassem a transferência de Longstreet para o oeste em 5 de setembro. Então, Longstreet, em um dos maiores feitos de logística da Confederação durante a guerra, moveu as divisões de Lafayette McLaws e John Hood, uma brigada da divisão de George Pickett e um batalhão de artilharia de 26 canhões de Porter Alexander, e viajou por uma rota de mais de 16 ferrovias em 775 milhas (1 247 km) através das Carolinas para chegar em Bragg no norte da Geórgia. Levou aproximadamente três semanas para toda a tropa chegar no local designado.

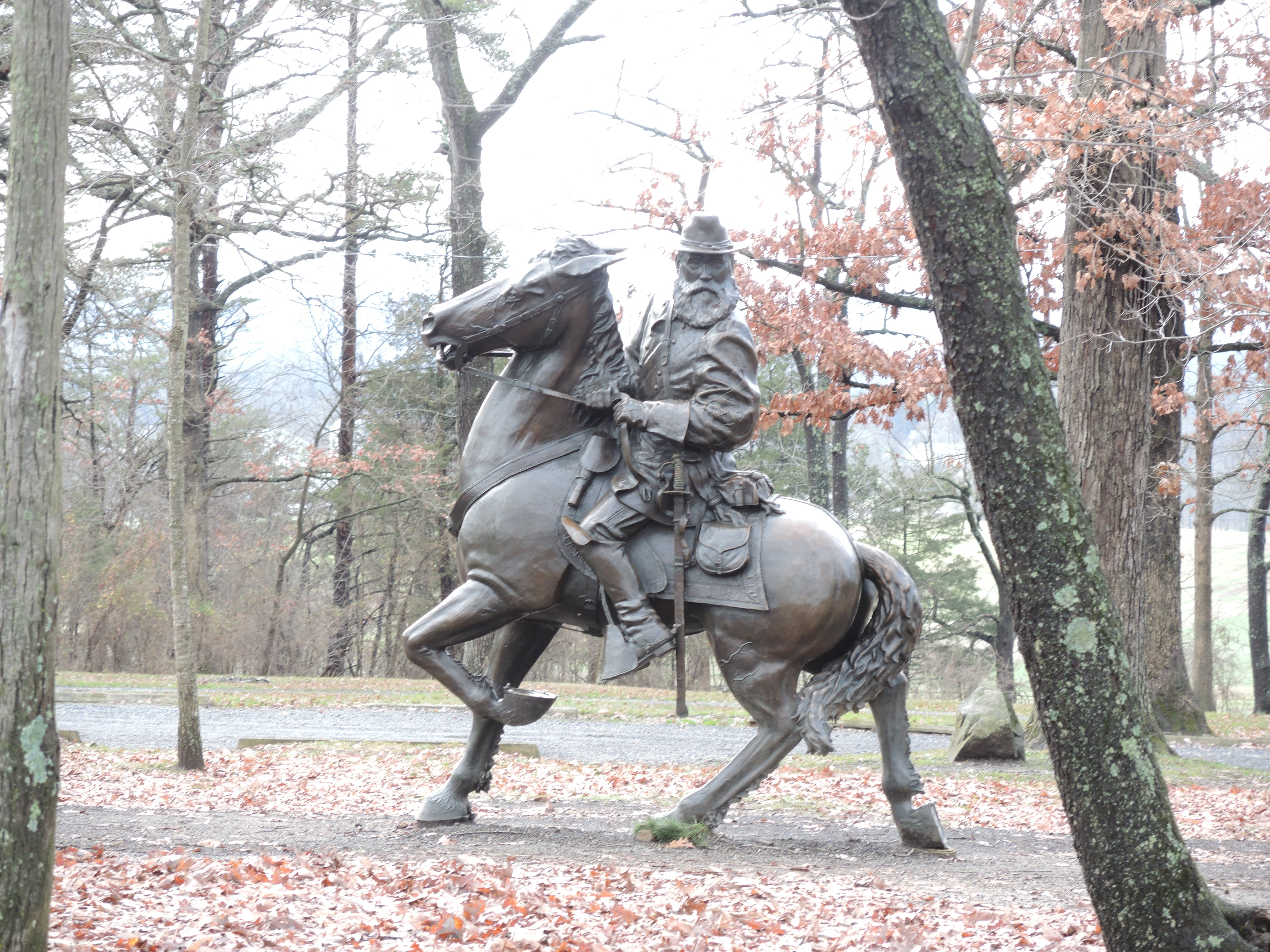
Estátua em homenagem ao general Longstreet.

Ao fim de setembro, o general Bragg ainda travava uma luta intensa para manter os federais longe da cidade de Chattanooga. Ele moveu o Exército confederado do Tennessee para se interpor entre o general Rosecrans e a cidade. Uma das divisões de Longstreet, sob comando do general Hood, foi a primeira a chegar na luta, detendo uma contra-ofensiva da União. Quando Longstreet chegou, Bragg colocou ele no comando do flanco esquerdo. O general unionista Leonidas Polk deveria ter acatado Longstreet imediatamente, mas havia confusão em suas linhas e a falta de coordenação atrapalhou seus planos. Longstreet tomou proveito da situação e ordenou que as divisões dos generais Bushrod Johnson e Thomas C. Hindman explorassem a abertura nas linhas federais, forçando o recuo destes. Longstreet tentou atacar as linhas da União, mas não recebeu apoio de Bragg e assim os federais conseguiram fugir. Embora os confederados tenham, no final, vencido a Batalha de Chickamauga, o Exército de Cumberland da União conseguiu fugir para lutar outro dia. Bragg continuou a dar batalha, sendo derrotado por Grant e Rosecrans no Cerco de Chattanooga em novembro. Ainda assim, a vitória em Chickamauga foi o maior triunfo confederado no Teatro Ocidental e Longstreet recebeu muitos elogios por seu comando.
Após a vitória em Chickamauga, Longstreet confrontou Bragg. Naquela altura, o general Bragg já havia perdido apoio entre seus oficiais subalternos. Longstreet escreveu para o Secretário de Guerra Seddon: "Estou convencido de que nada além da mão de Deus pode nos salvar ou nos ajudar, enquanto tivermos nosso atual comandante." Mesmo com todos esses problemas, com seus oficiais agora abertamente o desafiando e o condenando, o presidente Davis interveio e apoiou incondicionalmente o general Bragg, que reteve sua posição. Agora seguro de sua situação, ele dispensou ou transferiu vários oficiais que o haviam desafiado e buscou se vingar de Longstreet, tirando várias unidades de seu comando, mantendo apenas aqueles homens que ele trouxe consigo da Virgínia. Apesar dessas desavenças e problemas, além do fato do Departamento de Guerra parecer não se importar com o conflito no comando do exército, Longstreet tentou continuar a encontrar alguma saída para o desastre ao redor de toda a Campanha de Chattanooga. Nesse meio tempo, Longstreet soube que mais um filho seu nasceu, com ele recebendo o nome de Robert Lee. Em 23 de outubro, Grant chegou em Chattanooga e substituiu Rosecrans pelo general George Henry Thomas.
A relação de Bragg e Longstreet nunca se recuperou, mas os oficiais de Longstreet também começaram a desgosta-lo. O general McLaws, amigo de longa data dele, o acusou de letargia após a batalha em Chickamauga e chegou também a afirmar que foi por causa de Longstreet que eles haviam perdido a luta em Gettysburg. Entre outras desavenças, Longstreet colocou o general Micah Jenkins no comando de uma das divisões de Hood, mesmo a contragosto dos seus homens. Jenkins acabou sendo derrotado pelos federais nas batalhas de Brown's Ferry (27 de outubro) e Wauhatchie (28–29 de outubro). Os generais de Longstreet começaram a culpar uns aos outros e ao seu comandante pelas derrotas, e o clima de tensão persistiu. Mesmo assim, Longstreet tentou manter a cabeça na guerra, sabendo que Grant iria se manter na ofensiva. Ele ordenou que suas tropas fossem até a cidade de Bridgeport, Alabama, cujas ferrovias poderiam ser usadas pelos federais, que marchavam naquela direção. Ele começou a realocar seu exército, montando uma base logística em Rome, Geórgia, e depois partiu para tomar Bridgeport, tentando pegar o general Joseph Hooker e as forças da União despreparados. O general Bragg reclamou do plano e, estranhamente, Longstreet concordou e decidiu mandar seus homens para o leste do Tennessee para deter o Exército de Ohio, comandado pelo general unionista Ambrose Burnside. Toda a marcha de Longstreet até Knoxville foi criticada por sua lentidão e na Batalha de Campbell's Station (16 de novembro) os federais foram bem sucedidos em evadir o exército confederado. Boa parte da culpa nessa falha foi dada ao general Evander M. Law, que expôs sua brigada ao inimigo, estragando a manobra surpresa planejada. Nessa altura, as forças de Longstreet sofriam com falta de suprimentos e moral baixa.
Burnside recuou de volta para Knoxville e se entrincheirou na região, sendo cercado por Longstreet e seus homens. Em 25 de novembro, Longstreet é informado que Bragg foi derrotado no Cerco de Chattanooga e que tropas federais, lideradas pelo general William Tecumseh Sherman, estavam vindo para apoiar Burnside. Longstreet decidiu arriscar um ataque frontal contra Burnside e na subsequente Batalha de Fort Sanders (29 de novembro), os confederados foram derrotados. Quando Bragg foi derrotado por Grant, Longstreet recebeu ordens para mover suas forças para apoiar o Exército do Tennessee na Geórgia. Ele hesitou e começou a voltar para Virgínia, com Sherman em seu encalço. Durante esta retirada, Longstreet derrotou uma tropa federal na batalha de Bean's Station (14 de dezembro), no condado de Grainger, antes de se assentar para o inverno. Esta havia sido a segunda campanha independente de Longstreet na guerra e, como em Suffolk, terminou com um resultado desfavorável, afetando a auto-estima do general, mas ele acabou culpando seus subalternos pelos fracassos. Ele dispensou Lafayette McLaws e colocou Robertson e Law numa corte marcial. Em 30 de dezembro, ele ofereceu sua renúncia ao general Samuel Cooper, mas seu pedido foi negado.
Longstreet havia se assentado na cidade de Rogersville, Tennessee, para o inverno. Ele tentou manter um canal aberto de comunicação com o general Lee na Virgínia, mas o general William W. Averell e sua cavalaria haviam destruído as ferrovias, isolando-o e forçando-o a se virar para conseguir suprimentos. Havia problemas com abastecimento, falta de comida e abrigo, com, por exemplo, quase metade dos homens sem ter calçados apropriados. Em janeiro de 1864, ele enviou uma carta ao intendente da Geórgia, Ira Roe Foster, para descrever sua situação: "Todos [os soldados] têm uma necessidade excessiva de sapatos, roupas de todos os tipos e cobertores. Tudo o que você puder enviar será recebido com gratidão." Enquanto isso, Longstreet continuava a planejar novas estratégias. Ele concebeu uma ofensiva do Tennessee até Kentucky em que seu comando seria reforçado pelo general P. G. T. Beauregard e seus 20 000 homens. O general Lee concordou, mas o presidente Davis e o seu novo conselheiro militar, Braxton Bragg, foram contra.
Em fevereiro de 1864, as linhas de comunicação foram reparadas e com o fim do inverno, Longstreet moveu seus homens até a cidade de Gordonsville, se reintegrando ao Exército da Virgínia do Norte.

### De Wilderness à Appomattox
Em março de 1864, James Longstreet soube que seu velho amigo, Ulysses S. Grant, foi apontado como general-em-chefe do Exército da União e estabeleceu seu quarte-general em Culpeper, Virgínia, localizado a noroeste de Richmond. Longstreet teria dito aos seus oficiais subalternos: "ele vai lutar contra nós cada dia e cada hora até o final da guerra." De fato, em maio, Grant lançou o que ficou conhecido como Campanha Overland, com objetivo de flanquear a capital da Confederação e tentar forçar uma batalha derradeira contra o exército de Lee. Um dos primeiros e mais sangrentos combates travados aconteceu durante a chamada Batalha de Wilderness (5–7 de maio). Grant estava tentando mover seu exército pela região florestada do Condado de Spotsylvania e Lee partiu para intercepta-lo. Longstreet teve um papel fundamental nessa batalha, no flanco esquerdo, salvando o exército confederado. Grant se movia ao sul do rio Rapidan, com Lee tentando atrasa-lo para permitir que Longstreet e seus 14 000 homens pudessem chegar e se posicionar. Sabendo disso, as forças da União atacaram antecipadamente, em 5 de maio, e uma batalha inconclusiva foi travada. No dia seguinte, o general Winfield Scott Hancock mandou duas divisões atacarem a tropa de A.P. Hill, forçando-os a recuar 3,2 km. Nesse momento, Longstreet chegou com seus homens, se movimentando pela floresta, permanecendo incógnitos, atacando o flanco dos federais e em menos de duas horas o campo havia sido quase todo tomado. Mesmo com o terreno difícil, Longstreet conduziu seus soldados com habilidade, organizando sua tropa de seis brigadas em linhas de escaramuça, mais móveis e capazes de manter o inimigo sob fogo constantemente. O historiador Edward Steere credita o sucesso daquele dia às táticas de Longstreet, uma opinião que o general Hancock compartilhava. Durante a batalha, Longstreet foi ferido no ombro por fogo amigo. Levado para a retaguarda, ele ainda intercedeu com Lee para que ele mantivesse a pressão sobre as forças da União, mas Lee hesitou e decidiu reorganizar suas linhas antes de ordenar o avanço. Isso deu tempo para os federais também se prepararem e se reorganizarem. Quando Lee finalmente atacou, os unionistas conseguiram detê-lo.

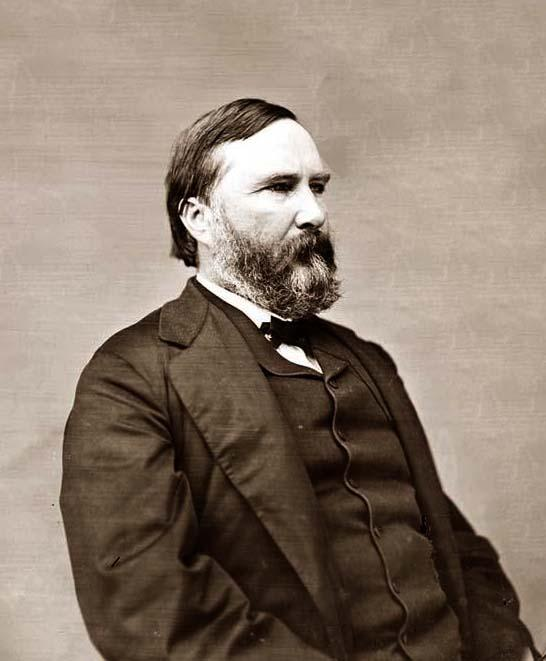
O general James Longstreet em 1865.

Devido ao ferimento sofrido na Batalha de Wilderness, Longstreet ficou afastado do campo de batalha durante todas as campanhas na primavera e no verão. Ele havia sido hospitalizado em Lynchburg, Virgínia, e depois foi se recuperar em Augusta, na Geórgia, sendo cuidado por sua prima, Emma Eve Longstreet Sibley. Em outubro de 1864, ele se reuniu novamente com Lee, que não tinha se saído muito bem em sua ausência. No final, a Campanha Overland não foi bem sucedida em tomar a capital confederada, mas os federais conseguiram causar pesadas baixas no exército de Lee, ao mesmo tempo que drenaram os recursos disponíveis a ele. Assim, quando Longstreet voltou ao serviço ativo, era claro que a situação da guerra já pendia perigosamente contra a Confederação. Naquela altura, Longstreet tinha o braço direito temporariamente paralisado e não podia montar muito bem no cavalo. Enquanto o general Lee estava ocupado com o Cerco de Petersburg, Longstreet assumiu o comando das defesas na capital Richmond. Nesse meio tempo, ele fez mudanças na sua equipe, como  a transferência do seu chefe de pessoal, Moxley Sorrel, sendo substituído pelo major Osmun Latrobe.
Após a morte do general A.P. Hill, em 2 de abril de 1865, Longstreet assumiu o comando do Primeiro e Terceiro Corpos do Exército da Virgínia do Norte e então se uniu a Lee na Campanha de Appomattox. As forças confederadas estavam tentando recuar até Farmville quando uma parte da tropa de Longstreet engajou o inimigo na Batalha de Sayler's Creek (6 de abril). As forças de Longstreet, assim como na Batalha de Wilderness, conseguiram salvar o exército sulista do desastre total, mas mesmo assim ao menos 10 000 soldados confederados foram mortos, feridos ou aprisionados pelos federais. Entre 31 de março de 7 de abril, o exército de Lee havia sido reduzido de 40 000 homens para menos de 25 000. Um grupo de oficiais, incluindo o general William N. Pendleton, acreditavam que a hora derradeira havia finalmente chegado e era preciso contactar o comando das forças da União e propor termos de rendição. Pendleton se aproximou de Longstreet e pediu para que ele intercedesse com Lee para considerar a questão, mas ele se recusou, dizendo: "se o General Lee não souber quando se render até eu dizer pra ele, ele nunca saberá". Pendleton finalmente falou com Lee, sendo que este já havia contactado Grant, mas não aceitou render seu exército. Em 8 de abril, o general Lee reuniu seu gabinete de guerra completo pela última vez. Ele ordenou que Longstreet permanecesse em sua linha defensiva e atrasasse o avanço da União enquanto o general John Gordon lideraria a retirada do exército até Lynchburg. No dia seguinte a reunião, foi deflagrada a Batalha de Appomattox Court House, num vilarejo localizado no meio do Condado de Appomattox, na região central da Virgínia. Os homens de Longstreet engajaram com soldados do II Corpo do Exército da União, liderado pelo general Andrew A. Humphreys. Gordon não conseguiu desengajar seus soldados e acabou cercado por um exército federal muito superior, numericamente falando, ao dele. Ele então pediu por reforços, mas Longstreet não tinha como enviar nada já que ele próprio não dispunha de tantos homens. Lee percebeu então que ele não tinha mais escolha e finalmente contactou o general Grant e pediu para se encontrar com ele e negociar uma rendição.
Quando partiu para a reunião com o líder do exército da União, Lee estava preocupado que Grant ofereceria termos severos para a rendição. Longstreet, por outro lado, afirmou que Grant seria justo com ele. Na reunião, que aconteceu em Appomattox Court House, Longstreet orientou Lee a, caso os federais oferecessem termos muito severos, que ele falasse para Grant "tentar o seu pior". Porém, conforme antecipado inicialmente, Grant estava mais interessado em encerrar as hostilidades do que ser vingativo e ofereceu termos aceitáveis. Lee então, a 9 de abril de 1865, formalmente rendeu o Exército da Virgínia do Norte à União. Logo depois, Longstreet foi até a McLean House, também em Appomattox, e se encontrou com seu velho amigo Grant. Longstreet ofereceu um charuto a ele e então os dois jogaram cartas. Mais tarde, conversando com um repórter, Longstreet teria dito: "Por que os homens lutam contra aqueles que nasceram para ser irmãos? ... Toda a sua saudação e conduta em relação a nós era como se nada tivesse acontecido para prejudicar nossas relações agradáveis". A guerra para Longstreet acabava ali, embora o conflito geral tenha se estendido, tecnicamente, até maio daquele ano.

## Vida após a guerra
Após o término da guerra civil, Longstreet e sua família se assentaram em Nova Orleães, uma cidade onde vários antigos generais confederados escolheram para morar quando o conflito terminou. Ele entrou para o negócio de algodão e se tornou presidente de uma seguradora. Em 1870, ele foi nomeado presidente de uma empresa de transporte ferroviário. Com apoio do general Grant, Longstreet pediu um perdão oficial ao Presidente Andrew Johnson. Contudo, Johnson recusou, afirmando numa reunião com ele: "existem três pessoas no Sul que não podem receber anistia: o Senhor Davis, General Lee e você. Você deu a União muito trabalho." Mesmo assim, o Congresso dos Estados Unidos restaurou a cidadania de Longstreet em 1868.

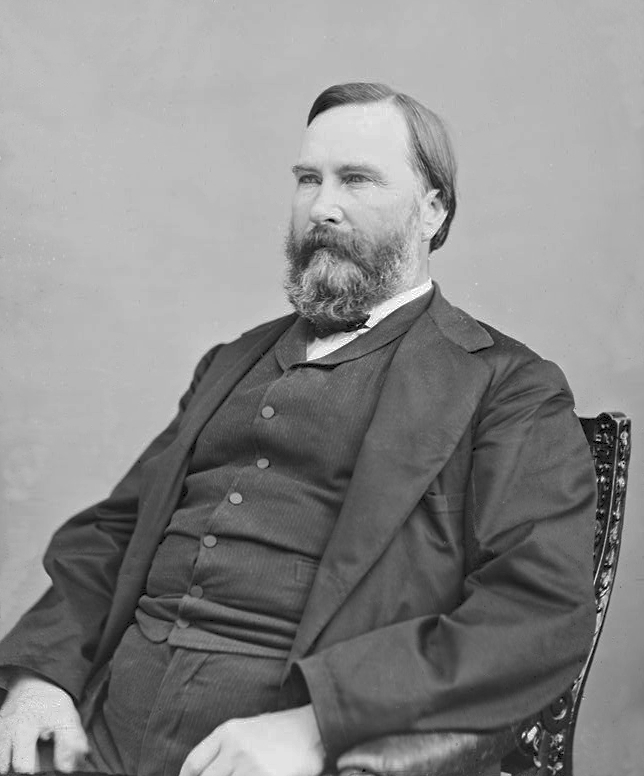
Longstreet, após a guerra, em trajes civis.

Longstreet foi um dos poucos generais confederados, como James L. Alcorn e William Mahone, a se aliar ao Partido Republicano durante a Era da Reconstrução. Na eleição presidencial de 1868, ele endossou Ulysses S. Grant e, quando este foi eleito, Longstreet foi apontado como inspetor de alfândega em Nova Orleães. Essas ações fizeram com que Longstreet fosse mal visto por muitos ex-confederados do sul. Seu antigo amigo, Daniel Harvey Hill, o chamou de "o leproso da comunidade".
Os partidários do mito da Lost Cause ("Causa Perdida") começaram a atacar a reputação de Longstreet e sua contribuição na guerra civil. Historiadores modernos, contudo, rejeitam a ideia de que o general Londstreet tenha contribuído para o fracasso da Confederação na guerra. Pelo contrário, ele é considerado atualmente como um dos grandes líderes militares do conflito. Quando questionado sobre os motivos da guerra, Longstreet rejeitou a ideia dos defensores da Lost Cause de que a principal causa da contenda foi a questão dos direitos dos estados, apontando a escravidão como o principal ponto de cisão entre o sul e o norte. Certa vez, Longstreet afirmou: "Eu nunca ouvi falar de nenhuma outra causa da guerra além da escravidão."
O governador republicano da Luisiana o apontou como general ajudante da milícia estadual, em 1872. No ano seguinte, nesta posição, ele mandou uma força policial, comandada pelo coronel Theodore W. DeKlyne, para a cidade de Colfax onde a população negra estava sendo importunada por um levante de supremacistas brancos. Atrasado, DeKlyne não conseguiu evitar o massacre de 150 negros na cidade. Em 1874, as tensões raciais no sul continuaram. Em Nova Orleães, após denúncias de irregularidades eleitorais, um grupo nacionalista branco anti-Reconstrução conhecido como White League iniciou uma enorme revolta. Longstreet pessoalmente liderou uma tropa de policiais e milicianos (muitos deles negros) do estado para reprimir a revolta, no que ficou conhecido como "Batalha de Liberty Place", mas ele foi ferido e capturado pelos revoltosos. A ordem só foi restaurada na cidade quando o presidente Grant mandou tropas federais para a região. O fato de Londstreet ter liderado tropas negras contra brancos fez com que sua reputação entre o pessoal anti-Reconstrução, ex confederados e sulistas em geral declinasse consideravelmente. Ao mesmo tempo, Longstreet passou a se tornar popular entre os nortistas, que gostavam do apoio dele a Reconstrução e seus elogios ao general Grant. Nas décadas de 1880 e 1890, Longstreet viajou pelo norte dando discursos, muitos na presença de veteranos da União, onde ele foi bem recebido.

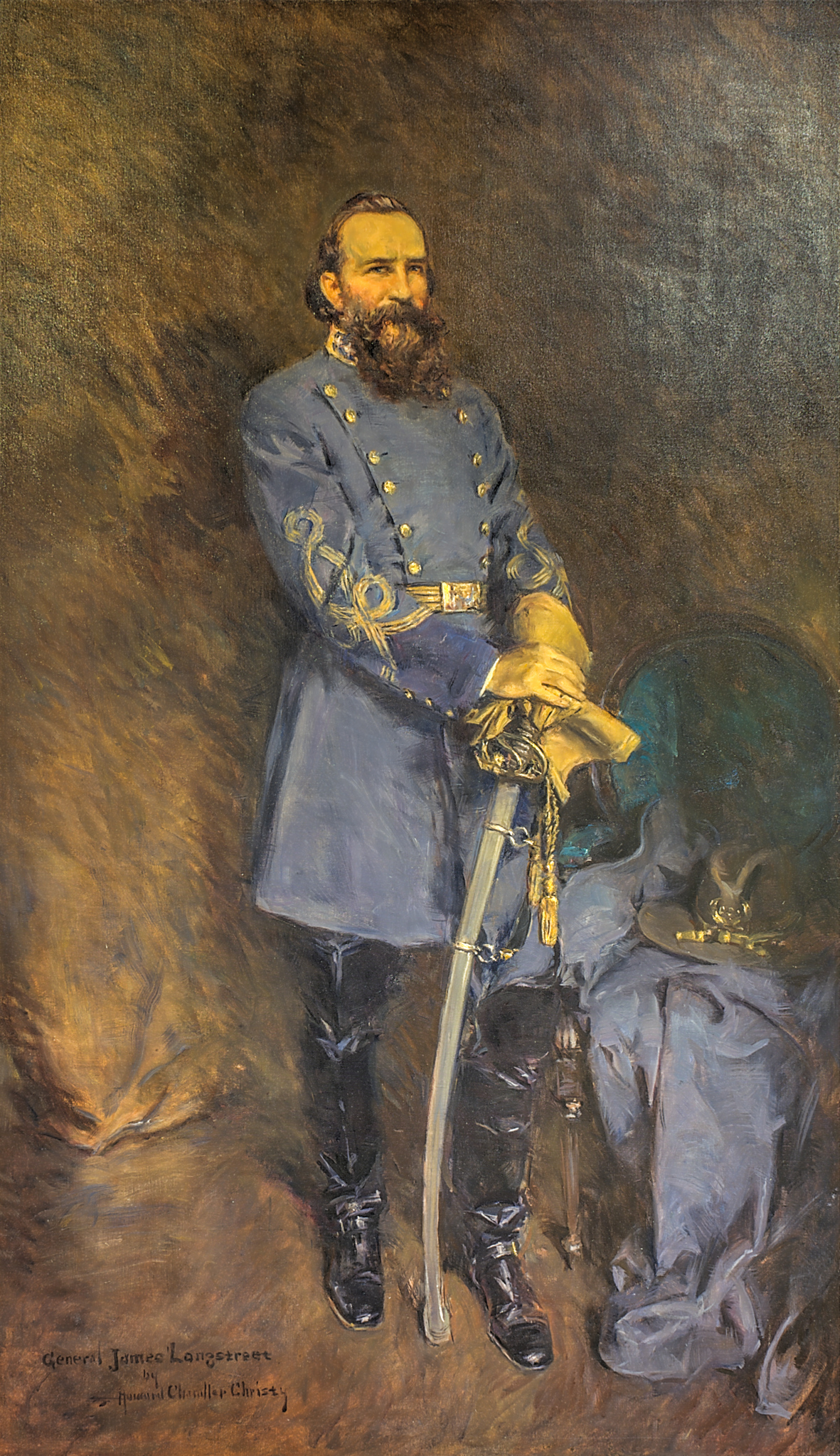
Quadro pintado de Longstreet com seu uniforme confederado, agora exibido no Parque Militar Nacional Chickamauga e Chattanooga.

Em 1875, por razões de segurança e saúde, Longstreet e sua família abandonaram Nova Orleães e se mudaram para Gainesville, Geórgia. Ele e sua esposa Louise tiveram dez filhos, com cinco deles chegando à idade adulta. Longstreet continuou trabalhando com líderes republicanos, chegando a participar da administração do presidente Rutherford B. Hayes, onde inicialmente foi apontado para o Internal Revenue Service. Em 1880, o presidente Hayes o nomeou como embaixador americano para o Império Otomano (cargo que ocupou por um ano). Ele trabalhou ainda, de 1897 a 1904, sob os presidentes William McKinley e Theodore Roosevelt, na Comissão federal para Ferrovias. Mesmo assim, ainda retornava para Nova Orleães com frequência, principalmente a negócios. Em uma de suas visitas, se converteu ao catolicismo.
Quando o democrata Grover Cleveland assumiu a presidência em 1893, a carreira política de Longstreet foi encerrada. Ele então se retirou para sua residência de 65 acres em Gainesville. Em abril de 1889, um incêndio destruiu sua casa e boa parte dos seus pertences. Em dezembro, sua esposa Louise faleceu. Em 1897, aos 76 anos, na casa do prefeito de Atlanta, se casou com Helen Dortch, de 34 anos. Helen se tornou uma esposa devota e árdua defensora do seu legado. Ela faleceu quase sessenta anos depois dele.
Nos seus últimos anos de vida, Longstreet teve que lidar com os ataques de ex oficiais confederados e sulistas a respeito de sua reputação militar. Em 1896, ele escreveu suas memórias, intitulada From Manassas to Appomattox. No livro ele criticou vários antigos colegas e elogiou outros. Embora falasse bem do general Robert E. Lee, ele se mostrou crítico de sua estratégia na guerra.
Seus últimos anos foram marcados por vários problemas de saúde. Em 1902, ele sofreu um reumatismo sério e perdeu a capacidade de ficar de pé por mais do que alguns minutos. Seu peso caiu quase que pela metade até janeiro de 1903. Ele sofreu ainda com um câncer no olho direito e foi para Chicago para tratamento. Ele contraiu pneumonia e faleceu em Gainesville em 2 de janeiro de 1904, seis dias antes do seu aniversário de 83 anos. No seu funeral, a missa foi liderada pelo bispo Benjamin Joseph Keiley, um veterano do Exército da Virgínia do Norte, em Savannah, Geórgia. O corpo de Longstreet foi enterrado no Cemitério Alta Vista, em Gainesville. Ele foi um dos poucos generais da guerra civil a viver até o século XX.

## Na cultura popular
No livro ganhador do prêmio Pulitzer The Killer Angels, do autor Michael Shaara, Longstreet é um dos personagens principais. No filme Gettysburg (1993), baseado neste livro, Longstreet foi interpretado pelo ator Tom Berenger. O general também é um personagem no livro Gods and Generals, do filho de Shaara, Jeff. Esse livro também foi adaptado para o cinema, lançado com o mesmo título, em 2003, onde foi interpretado por Bruce Boxleitner em um papel menor.

### Biografias
- Knudsen, Harold M. (2007). General James Longstreet: The Confederacy's Most Modern General. Tarentum, PA: Word Association Publishers. ISBN 978-09826-5920-5
- Mendoza, Alexander (2008). Confederate Struggle For Command: General James Longstreet and the First Corps in the West. College Station, TX: Texas A&M University. ISBN 978-16034-4052-3
- Piston, William Garrett (1987). Lee's Tarnished Lieutenant: James Longstreet and His Place in Southern History. Athens, GA: University of Georgia Press. ISBN 978-08203-1229-3
- Sanger, Donald B., and Thomas Robson Hay. James Longstreet, I: Soldier. Baton Rouge: Louisiana State University Press, 1952. OCLC 445168
- Sawyer, Gordon (2005). James Longstreet: Before Manassas & After Appomattox. Gainesville, GA: Sawyer House Publishing. ISBN 978-16100-5525-3
- Wert, Jeffrey D. (1993). General James Longstreet: The Confederacy's Most Controversial Soldier-A Biography. New York, NY: Simon & Schuster. ISBN 978-06717-0921-1

### Estudos especializados
- Callihan, David L. "Neither Villain Nor Hero: A Reassessment of James Longstreet's Performance at Gettysburg." The Gettysburg Magazine, issue 26, January 2002.
- Chernow, Ron (2017). Grant. New York, NY: Penguin Press. ISBN 978-15942-0487-6
- Coddington, Edwin B. (1968). The Gettysburg Campaign: A Study in Command. New York, NY: Simon & Schuster. ISBN 978-0-684-84569-2
- Cozzens, Edwin B. (1994). This Terrible Sound: The Battle of Chickamauga. Urbana, IL: University of Illinois Press. ISBN 978-02520-6594-1
- Dickson, Charles Ellis (2000). «James Longstreet». In:  Heidler, David S.; Heidler, Janne T. Encyclopedia of the American Civil War: A Political, Social, and Military History. New York, NY: W. W. Norton & Company. ISBN 978-03930-4758-5
- Eicher, John H.; Eicher, David J. (2001). Civil War High Commands. Palo Alto, CA: Stanford University Press. ISBN 978-0-8047-3641-1
- Foote, Shelby. The Civil War: A Narrative. Vol. 3, Red River to Appomattox. New York: Random House, 1974. ISBN 978-0-394-74622-7.8.
- Fuller, J. F. C. (1957) [1932]. Grant and Lee: A Study in Personality and Generalship. Bloomington, IN: Indiana University Press. ISBN 978-0-2532-0288-8
- Freeman, Douglas Southall (1936). R.E. Lee: A Biography. New York, NY: C. Scribner's Sons
- Gallagher, Gary W. (1998). Lee and His Generals in War and Memory. Baton Rouge, LA: Louisiana State University Press. ISBN 978-0-8071-2958-6
- Hartwig, D. Scott (1996). A Killer Angels Companion. Gettysburg, PA: Thomas Publications. ISBN 978-09396-3195-7
- Hattaway, Herman, and Archer Jones. How the North Won: A Military History of the Civil War. Urbana: University of Illinois Press, 1983. ISBN 978-0-252-00918-1.
- Hennessy, John J. (1993). Return to Bull Run: The Campaign and Battle of Second Manassas. New York, NY: Simon & Schuster. ISBN 978-06717-9368-5
- Lemann, Nicholas (2006). Redemption: The Last Battle of the Civil War. New York, NY: Farrar, Straus and Giroux. ISBN 978-0-374-24855-0
- Lott, John. "Could Longstreet's Delay Have Been Avoided?" The Civil War Courier, February 2008.
- Poole, John Randolph (2000). Cracker Cavaliers: The 2nd Georgia Cavalry Under Wheeler and Forrest. Macon, Georgia: Mercer University Press. ISBN 978-0-86554-697-4
- Rhea, Gordon C. (1994). The Battle of the Wilderness, May 5–6, 1864. Baton Rouge, LA: Louisiana State University Press. ISBN 978-08071-1873-3
- Smith, Jean Edward (2001). Grant. New York, NY: Simon & Schuster. ISBN 978-07432-1701-9
- Tagg, Larry (1998). The Generals of Gettysburg: the Leaders Of America's Greatest Battle. Campbridge, MA: Da Capo Press. ISBN 1-882810-30-9
- Wakelyn, Jon L. "James Longstreet". In Leaders of the American Civil War: A Biographical and Historiographical Dictionary, edited by Charles F. Ritter and Jon L. Wakelyn. Westport, CT: Greenwood Press, 1998. ISBN 0-313-29560-3.
- Welsh, Jack D. (1999). Medical Histories of Confederate Generals. Kent, OH: Kent State University Press. ISBN 978-08733-8853-5